# El Camino Real (Reed)
El Camino Real (1985) és una obra de música per a banda del compositor estatunidenc Alfred Reed, i fa referència a la via de comunicació terrestre que unia les missions catòliques de l'Alta i la Baixa Califòrnia fundades entre 1683 i 1834.
La música es basa en una sèrie de progressions harmòniques comunes a incomptables generacions de guitarristes de flamenc (i altres estils), que amb estil abrandat i interpretació brillant han captivat milions d'afeccionats a la música d'arreu del món.
La primera part de la música es basa en la Jota, mentre la segona part, en contrast, es basa en el Fandango, però en aquesta ocasió considerablement alterat en temps i tempo sobre la seva forma més usual. En general, la peça segueix el model tradicional de tres temps: lent-ràpid-lent. L'estrena de l'obra tingué lloc el 15 d'abril de 1985 a Sarasota, Florida, interpretada per la 581st Air Force Band amb direcció de Ray E. Toler.
El text següent és extret de les notes que el compositor va escriure per acompanyar la peça:
| «                                                   | El Camino Real (literalment "El Camí Reial") va ser encarregada i està dedicada a la banda de música 581 de la Força Aèria dels Estats Units d'Amèrica i al seu comandant, el tinent coronel Ray E. Toler. Composta durant la segona meitat del 1984 i acabada a començaments del 1985, porta per subtítol "Una fantasia llatina" | » |
| — Alfed Reed, nota al text de la partitura original | |   |

## Enregistraments
- casset Cent anys de música interpretat per la banda de la Unió Musical Santa Cecília de Benicàssim dirigida per Antoni Alapont (Valencia: EGT, 1995)